# Katastrofa lotu Henan Airlines 8387
Katastrofa lotu Henan Airlines 8387 – katastrofa lotnicza, do której doszło 24 sierpnia 2010 roku na lotnisku w Yichun w Chinach. W wyniku katastrofy zginęło 42 pasażerów; ocalały 54 osoby, w tym kapitan samolotu, choć odniósł ciężkie obrażenia twarzy.

## Samolot
Katastrofie uległ samolot pasażerski Embraer E190-100 noszący fabryczny numer seryjny 19000223. Samolot mógł zabierać na pokład do 98 pasażerów w jednej klasie. Był napędzany przez dwa silniki turbowentylatorowe General Electric CF34. Został oblatany w 2008 roku i przekazany przewoźnikowi lotniczemu Henan Airlines 4 grudnia 2008 roku. Samolot nosił numer rejestracyjny B-3130. Była to pierwsza katastrofa samolotu z rodziny ERJ-170/195.

## Lot 8387
Samolot Embraer 190-100 wykonujący lot rejsowy VD-8387 leciał z Harbinu do Yichun. Embraer wystartował z lotniska Taiping w Harbinie 24 sierpnia 2010 roku około godziny 21:00. Planowany przylot do Yichun miał nastąpić o godzinie 21:30.
Do wypadku samolotu doszło wieczorem 24 sierpnia 2010 roku, na terenie lotniska w Yichun podczas lądowania. W trakcie podejścia do lądowania panowały fatalne warunki pogodowe, gęsta mgła z widzialnością do 300 m. Samolot wylądował około 1500 m przed pasem startowym, po czym rozpadł się na dwie części i po 2 minutach stanął w płomieniach i spłonął. Niektórych pasażerów eksplozja wyrzuciła na zewnątrz. Większość ofiar to pasażerowie z tylnych siedzeń. Wielu pasażerów było uczestnikami krajowej konferencji na temat zasobów ludzkich i zatrudnienia, w tym wiceminister Zasobów Ludzkich i Zabezpieczenia Społecznego Sun Baoshu i 18 innych urzędników tego resortu.

## Wyjaśnienie przyczyn katastrofy
Od początku dochodzenie koncentrowało się na kwalifikacjach pilota. Okazało się, że zarówno on, jak i ponad stu pilotów latających dla Shenzhen Airlines, firmy-matki Henan Airlines, miało sfałszowane świadectwa ich nalotu (liczby godzin lotu).
Regionalne lotnisko w Yichun zostało otwarte w 2009 roku i posiada jeden pas startowy o długości 2400 metrów.

## Narodowości ofiar katastrofy
| Kraj   | Pasażerowie | Załoga | Razem |
| ------ | ----------- | ------ | ----- |
| Chiny  | 38          | 3      | 41    |
| Tajwan | 1           | -      | 1     |
| Razem  | 39          | 3      | 42    |